# Anton Darío Villatoro
Anton Darío Villatoro es un ex-ciclista profesional guatemalteco. Nació en Guatemala el 10 de junio de 1970. Se incorporó a la Universidad de Colorado, Boulder, USA, en donde obtuvo una licenciatura en negocios internacionales (1992) y también se hizo compañero de Tyler Hamilton. Villatoro fue integrante del US Postal Service Cycling Team (1996-1998) y del Team 7-UP (1999-2000) del cual llegó a ser capitán. Se retiró en el 2001 para atender negocios particulares.

## Palmarés
- Campeón Vuelta de la Juventud a Guatemala, 1991.
- Medalla de Oro en Juegos Centroamericanos (Trial), 1994.
- Campeón Nacional de Ruta Élite en 1994.
- 4.º lugar en Juegos Panamericanos 1995 (Trial).
- Juegos Olímpicos Atlanta 1996, Contra Reloj Individual y Ruta.
- En 1998, con el US Postal, participó en varias competencias en Europa, entre ellas: Tour de Flandes, la Clásica París-Roubaix y Vuelta a España. ""Estoy aquí porque quiero ser. Esto es un sueño para mi, tanto como el sueño del Tour de Francia", dijo Villatoro.
- En 1999 ocupó el tercer lugar en el Campeonato de Estados Unidos de Ciclismo en Ruta